# Lerma, Spanien
Lerma är en kommunhuvudort i Spanien.   Den ligger i provinsen Provincia de Burgos och regionen Kastilien och Leon, i den centrala delen av landet, 180 km norr om huvudstaden Madrid. Lerma ligger 836 meter över havet och antalet invånare är 2 647.
Terrängen runt Lerma är huvudsakligen platt, men åt sydost är den kuperad. Lerma ligger nere i en dal. Runt Lerma är det mycket glesbefolkat, med 6 invånare per kvadratkilometer. Lerma är det största samhället i trakten. Trakten runt Lerma består till största delen av jordbruksmark.